# Rose Rand
Rose Rand, auch Rozalia Rand, (14. Juni 1903 in Lemberg, Galizien – 28. Juli 1980 in Princeton, N. J., USA) war eine austroamerikanische Logikerin und Philosophin. Sie war Mitglied des Wiener Kreises.

## Leben
Rose Rand wurde in Lemberg geboren und besuchte dort die Schule. Nach dem Umzug ihrer Familie 1914 nach Wien besuchte sie dort das polnische Gymnasium, ab 1920 Mittelschulen in Währing. 1924 maturierte sie am Realgymnasium im zweiten Wiener Gemeindebezirk und inskribierte sich anschließend für das Studium der Philosophie an der Universität Wien.
Sie studierte unter anderem bei Moritz Schlick, Karl Bühler, Robert Reininger, Heinrich Gomperz und Rudolf Carnap und schloss ihr Studium 1937 mit einer Dissertation über den polnischen Logiker Tadeusz Kotarbiński mit dem Titel „T. Kotarbińskis Philosophie“ (ursprünglich mit Schlick als Doktorvater, nach dessen Ermordung bei Reininger) ab.
Als Doktorandin nahm Rand an den Treffen des Wiener Kreises teil, vor allem in den Jahren 1930–1935, und führte bei diesen Sitzungen Protokoll. Diese Protokolle stellen heute die einzigen erhaltenen Quellen über die Diskussionen im Schlick-Zirkel in den Jahren 1930–33 dar.
Rand lebte im Wien der Zwischenkriegszeit unter schwierigsten Verhältnissen. Zur Sicherung ihres Lebensunterhalts gab sie in den Jahren 1933/34 Vorlesungen an der Volkshochschule Ottakring (Volksheim) sowie Nachhilfestunden für Studenten und fertigte Übersetzungen logischer Texte aus dem Polnischen für den Springer-Verlag an. Daneben forschte sie von 1930 bis 1937 auch an der Psychiatrischen Klinik bei Otto Pötzl und Heinz Hartmann.
1939 emigrierte Rand als jüdische Staatenlose nach England, zunächst nach London. Dort arbeitete sie als Krankenschwester und versuchte, ihre philosophische Arbeit wiederaufzunehmen. In der Folge wurde sie als distinguished foreigner an der Faculty of Moral Science in Cambridge zugelassen und besuchte dort unter anderem Vorlesungen von Ludwig Wittgenstein. 1943 verlor sie ihren Status und musste bis 1948 in einer Metallfabrik arbeiten. Ab 1947 hielt sie Abendkurse über Psychologie und Deutsch am Luton Technical College und am Tottenham Technical College.
1954 zog Rand in die USA. Zwischen 1955 und 1959 unterrichtete sie Mathematik, antike Philosophie und Logik und war wissenschaftliche Mitarbeiterin an der Chicago University, Indiana University und Notre Dame University. 1959 zog sie nach Cambridge, Massachusetts und daraufhin nach Princeton, New Jersey. In den folgenden Jahren verdiente sie ihren Lebensunterhalt mit unterschiedlichen Forschungsstipendien, hauptsächlich für ihre Übersetzungsarbeiten.
Rose Rand starb am 28. Juli 1980 in Princeton, New Jersey, USA.
Der Nachlass Rose Rands wurde von der Universität Pittsburgh erworben. Er enthält unter anderem ihre Forschungsarbeiten, Dokumente, die Protokolle der Diskussionen im Wiener Kreis und 1.600 Briefe, unter anderem an Otto Neurath, Ludwig Wittgenstein und Alfred Tarski.

## Schriften (Auswahl)
- "Die Logik der verschiedenen Arten von Sätzen", (Przeglad Filozoficzny 39/4, Warschau 1936).
- "T. Kotarbińskis Philosophie auf Grund seines Hauptwerkes: ›Elemente der Erkenntnistheorie, der Logik und der Methodologie der Wissenschaften‹", in: Erkenntnis 7, 1938, S. 92–120.
- "Logik der Forderungssätze", in: Internationale Zeitschrift für Theorie des Rechts. Neue Folge 1, 1939, S. 308–322.
- "The Logic of Demand-Sentences", in: Synthese 14/1962, 237–154.
- "Preface and Translation of Prolegomena to Three-Valued Logic by Tadeusz Kotarbiński", in: The Polish Review 13/1968., S. 3–22.
- "About the Notions of ›real‹ and ›unreal‹ on the Basis of Questioning Mental Disorders", in: Acta Psychologica (eingereicht).